# Bibrocathol
Bibrocathol (INN, tên thương mại Noviform và Posiformin) là chất 4,5,6,7-Tetrabrom-1,3,2-benzodioxabismol-2-ol. Nó chứa bismuth và được sử dụng để điều trị nhiễm trùng mắt và kiểm soát sưng.